# حسین‌آباد عبدالله
حسین‌آباد عبدالله روستایی در دهستان محمودآبادسید بخش زیدآباد شهرستان سیرجان استان کرمان است.

## جمعیت
بر پایهٔ سرشماری عمومی نفوس و مسکن در سال ۱۳۹۵ جمعیت این روستا ۷۸۳ نفر (۲۲۰ خانوار) بوده‌است.